# Франческо Канчелотті
Франческо Канчелотті (італ. Francesco Cancellotti; нар. 27 лютого 1963) — колишній італійський тенісист.
Найвищу одиночну позицію світового рейтингу — 21 місце досяг 15 квітня 1985, парну — 160 місце — 10 жовтня 1988 року.
Здобув 2 одиночні титули.
Найвищим досягненням на турнірах Великого шолома було 4 коло в одиночному розряді.
Завершив кар'єру 1990 року.

## Фінали за кар'єру

### Одиночний розряд (2–5)
| Результат | W/L | Дата     | Турнір                  | Покриття | Суперник          | Рахунок       |
| --------- | --- | -------- | ----------------------- | -------- | ----------------- | ------------- |
| Поразка   | 0–1 | Тра 1983 | Флоренція, Італія       | Ґрунт    | Джиммі Аріес      | 4–6, 3–6      |
| Перемога  | 1–1 | Тра 1984 | Флоренція, Італія       | Ґрунт    | Джиммі Браун      | 6–1, 6–4      |
| Перемога  | 2–1 | Вер 1984 | Палермо, Італія         | Ґрунт    | Мілослав Мечирж   | 6–0, 6–3      |
| Поразка   | 2–2 | Вер 1984 | Бордо, Франція          | Ґрунт    | Хосе Їгерас       | 5–7, 1–6      |
| Поразка   | 2–3 | Кві 1984 | Барі, Італія            | Ґрунт    | Клаудіо Пістолезі | 7–6, 5–7, 3–6 |
| Поразка   | 2–4 | Сер 1987 | Сен-Венсан, Італія      | Ґрунт    | Педро Реболледо   | 6–7, 6–4, 3–6 |
| Поразка   | 2–5 | Лип 1988 | Volvo Open 1988, Швеція | Ґрунт    | Марсело Філіппіні | 6–2, 4–6, 4–6 |

### Парний розряд (1 поразка)
| Результат | W/L | Дата     | Турнір       | Покриття | Партнер        | Суперники                    | Рахунок  |
| --------- | --- | -------- | ------------ | -------- | -------------- | ---------------------------- | -------- |
| Поразка   | 1.  | Вер 1988 | Барі, Італія | Ґрунт    | Сімоне Коломбо | Томас Мустер Клаудіо Панатта | 3–6, 1–6 |